# Epipenaeon ovalis
Epipenaeon ovalis is een pissebed uit de familie Bopyridae. De wetenschappelijke naam van de soort is voor het eerst geldig gepubliceerd in 1954 door Pillai.